# سای مار
سای مار یک ستاره است که در صورت فلکی مار قرار دارد.